# Dean Winters
Pour les articles homonymes, voir Winters.
Dean Winters est un acteur américain, né le 20 juillet 1964 à New York. Il est principalement connu pour ses rôles à la télévision, notamment dans New York, unité spéciale, Oz et Brooklyn Nine-Nine.

## Biographie
D'origines italienne et irlandaise, Dean Winters est issu d'une famille recomposée de quatre enfants dont lui, Scott, Bradford, et une sœur nommée Blair.
Dean grandit à Long Island et passa son adolescence  à Scottsdale, en Arizona où son père avait déménagé pour raisons professionnelles. La famille Winters est retournée à New York quand Dean étudiait au Colorado College, où il obtint son diplôme avec les honneurs. Ensuite, il partit en Europe (où il fit du mannequinat), puis en Asie et enfin, sur la côte ouest des États-Unis.
À l'âge de 27 ans, il déménagea à nouveau pour retourner à New York et gérer le bar de plusieurs établissements avec son frère Scott. Ce dernier persuada Dean de faire des études d'acteur afin qu'il ait un emploi stable.
C'est dans l'un des 17 bars dont ils eurent à s'occuper que Dean et Scott rencontrèrent Tom Fontana avec qui ils se lièrent d'amitié. Ce dernier proposa à Dean de jouer dans la série qu'il avait créée, Oz.

### Carrière
Dean est surtout connu pour son interprétation de Ryan O'Reilly dans la série Oz. Il a fait une apparition dans la première saison de New York, unité spéciale, dans le rôle de Brian Cassidy, un personnage récurrent.
Il a aussi fait des apparitions dans Brooklyn Nine-Nine, Sex and the City, New York 911, New York Police Blues, Les Experts : Miami. Il a eu un rôle récurrent dans la série Rescue Me : Les Héros du 11 septembre, de même que dans 30 Rock.
Il a joué, en 1999, dans la comédie romantique, Undercover Angel avec Yasmine Bleeth, le film Hellraiser de 2002, Hellraiser 6.

## Filmographie

### Cinéma
- 1997 : Complots (Conspiracy Theory)
- 1997 : Lifebreath
- 1999 : Undercover Angel
- 2001 : Snipes
- 2001 : Bullet in the Brain
- 2002 : Hellraiser 6 (Hellraiser: Hellseeker)
- 2004 : Brooklyn Bound
- 2004 : Love Room
- 2005 : Bristol Boys
- 2006 : Dead Calling
- 2006 : Devil You Know
- 2007 : P.S. I Love You
- 2008 : Winter of Frozen Dreams
- 2013 : The Devil You Know de James Oakley : Jake Kelly
- 2014 : John Wick de David Leitch et Chad Stahelski
- 2014 : Don Peyote de Dan Fogler et Michael Canzoniero
- 2016 : Ninja Turtles 2
- 2017 : Pire soirée (Rough Night) de Lucia Aniello : Détective Frazier
- 2018 : Father of the Year de Tyler Spindel : Geoff
- 2020 : Lost Girls de Liz Garbus : Dean Bostick
- 2021 : Palmer de Fisher Stevens : Jerry

### Télévision
- 1996 : The Playroom
- 1996 : Homicide
- 1996 : New York Police Blues
- 1997 : Firehouse
- 1997-2003 : Oz : Ryan O'Reilly
- 1998 : New York Undercover
- 1999 : Millennium
- 1999-2018 : New York, unité spéciale (Law & Order : SVU) : inspecteur Brian Cassidy
- 1999 : Sex and the City, saison 2, épisode 14 : John, the fuck buddy
- 1999 : Saturday Night Live
- 2000 : Enquêtes à la une (Deadline)
- 2002 : New York 911 (Third Watch)
- 2002 : La Treizième Dimension (The Twilight Zone)
- 2004 : Strip Search (film) (en)
- 2004-2006 : Rescue Me : Les Héros du 11 septembre (Rescue Me)
- 2005 : Les Experts : Miami (CSI : Miami) : Révélations  (saison 3 épisode 24)  :  Raymond Caine
- 2006 : 30 Rock
- 2007 : New York, section criminelle : Les Exclus  (saison 7 épisode 11)  :  Mike Stoat
- 2008 : Terminator : Les Chroniques de Sarah Connor
- 2008 : Life on Mars : Vic Tyler
- 2013 : Brooklyn Nine-Nine : détective Pembroke The Vulture
- 2015 : Battle Creek : Russ Agnew (13 épisodes)
- 2024 : Mister Spade (Monsieur Spade) (mini-série TV) - 6 épisodes : le Père Matthews

## Voix francophones
En France
| - Nicolas Marié dans : - Rescue Me : Les Héros du 11 septembre (série télévisée) - Life on Mars (série télévisée) - Terminator : Les Chroniques de Sarah Connor (série télévisée) - John Wick - Mister Spade (mini-série) - Lionel Melet dans (les séries télévisées) : - New York, unité spéciale (1re voix) - Oz - Boris Rehlinger dans (les séries télévisées) : - New York, unité spéciale (2e voix) - New York, section criminelle - Jean-Louis Faure (*1953 - 2022) dans (les séries télévisées) : - Brooklyn Nine-Nine - American Gods | - Yann Sundberg dans : - Ninja Turtles 2 - Pire Soirée Et aussi - Jean-Philippe Puymartin dans Hellraiser : Hellseeker - Olivier Cordina dans 30 Rock (série télévisée) - Jérémie Covillault dans Battle Creek (série télévisée) - Pierre Tessier dans Divorce (série télévisée) - Constantin Pappas dans Father of the Year - Valentin Merlet dans Palmer - Jérôme Rebbot dans Lost Girls |

Au Québec